# Groupe 13 du tableau périodique
Le groupe 13 du tableau périodique, autrefois appelé groupe IIIB dans l'ancien système IUPAC utilisé en Europe et groupe IIIA dans le système CAS nord-américain, contient les éléments chimiques de la 13e colonne, ou groupe, du tableau périodique des éléments :
| Période | Élément chimique | Élément chimique | Z   | Famille d'éléments | Configuration électronique[2] |
| ------- | ---------------- | ---------------- | --- | ------------------ | ----------------------------- |
| 2       | B                | Bore             | 5   | Métalloïde         | [He] 2s2 2p1                  |
| 3       | Al               | Aluminium        | 13  | Métal pauvre       | [Ne] 3s2 3p1                  |
| 4       | Ga               | Gallium          | 31  | Métal pauvre       | [Ar] 4s2 3d10 4p1             |
| 5       | In               | Indium           | 49  | Métal pauvre       | [Kr] 5s2 4d10 5p1             |
| 6       | Tl               | Thallium         | 81  | Métal pauvre       | [Xe] 6s2 4f14 5d10 6p1        |
| 7       | Nh               | Nihonium         | 113 | Indéterminée       | [Rn] 7s2 5f14 6d10 7p1        |
Ces éléments sont parfois appelés, par traduction de l'allemand Erdmetalle, « métaux terreux », ou « terres métalliques ».

Éléments du groupe 13
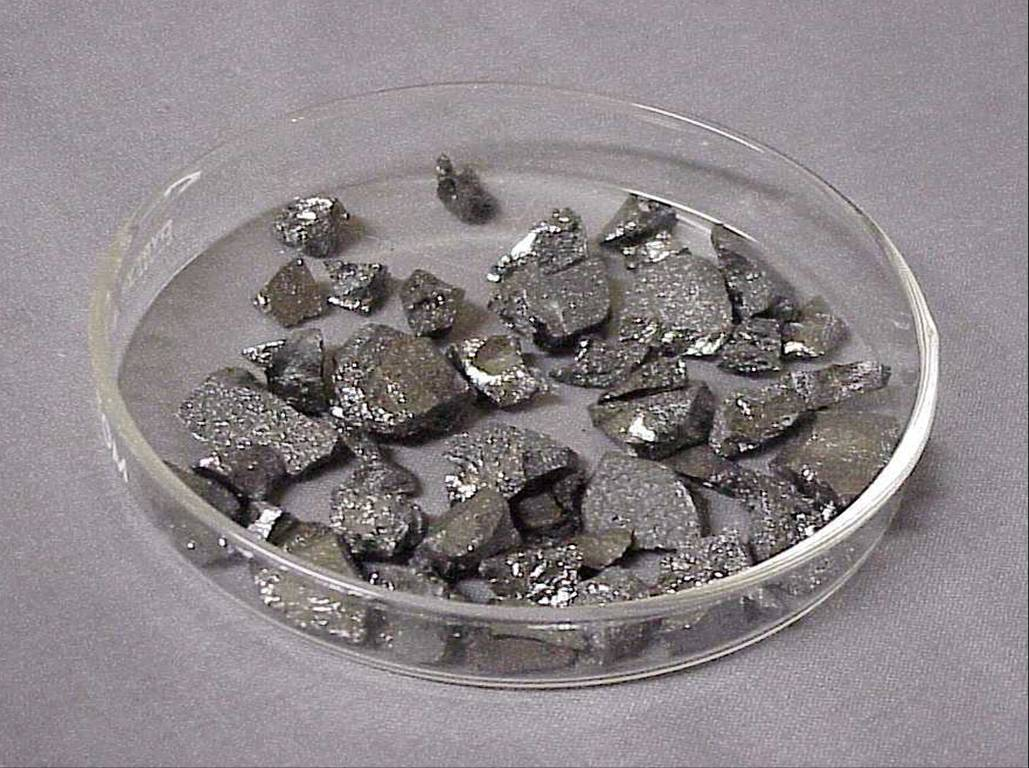
Bore
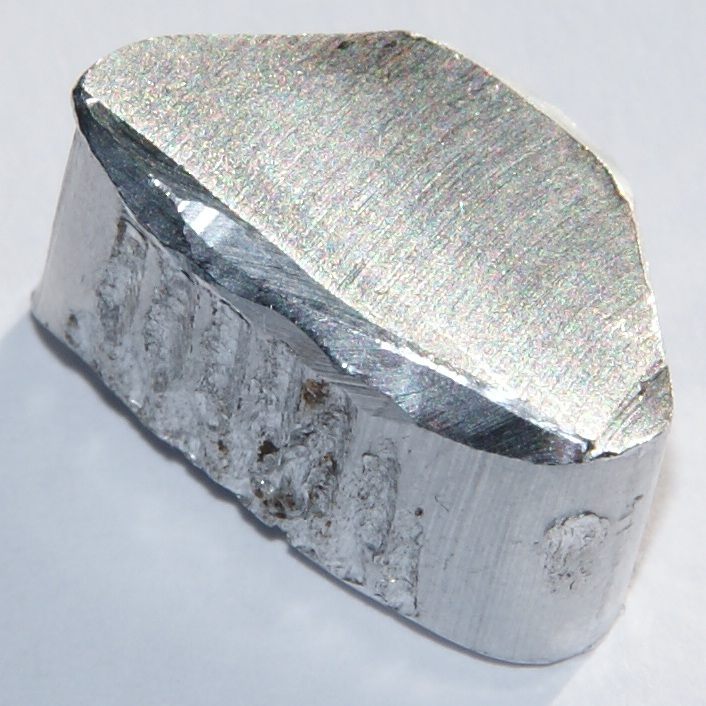
Aluminium
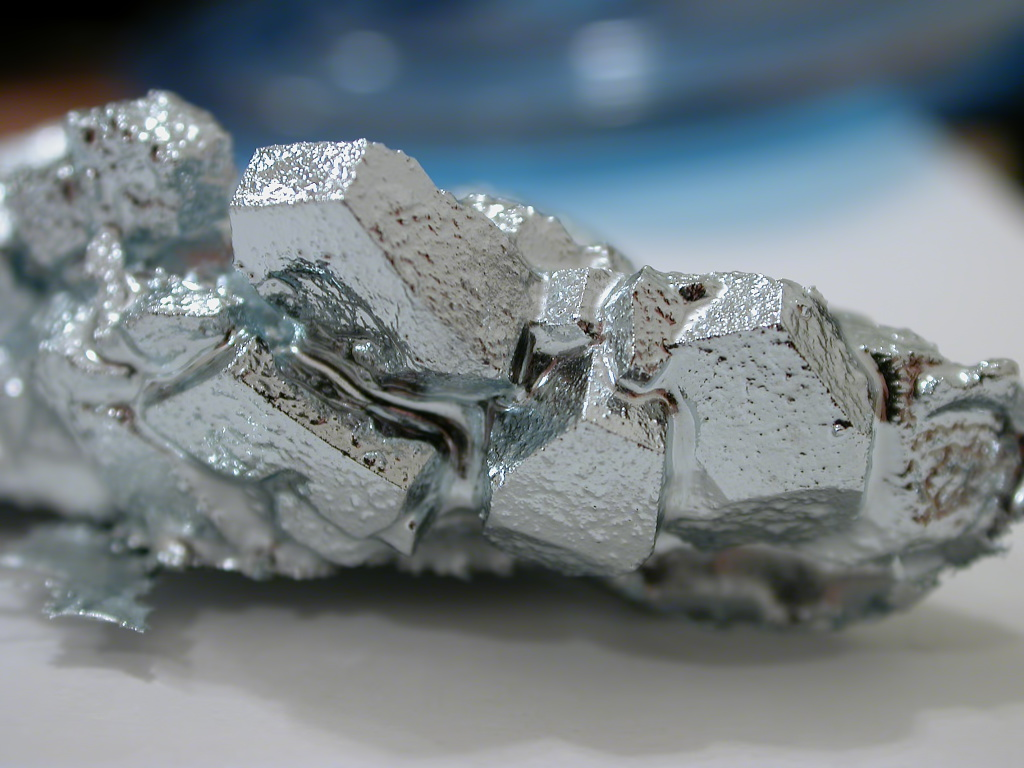
Gallium
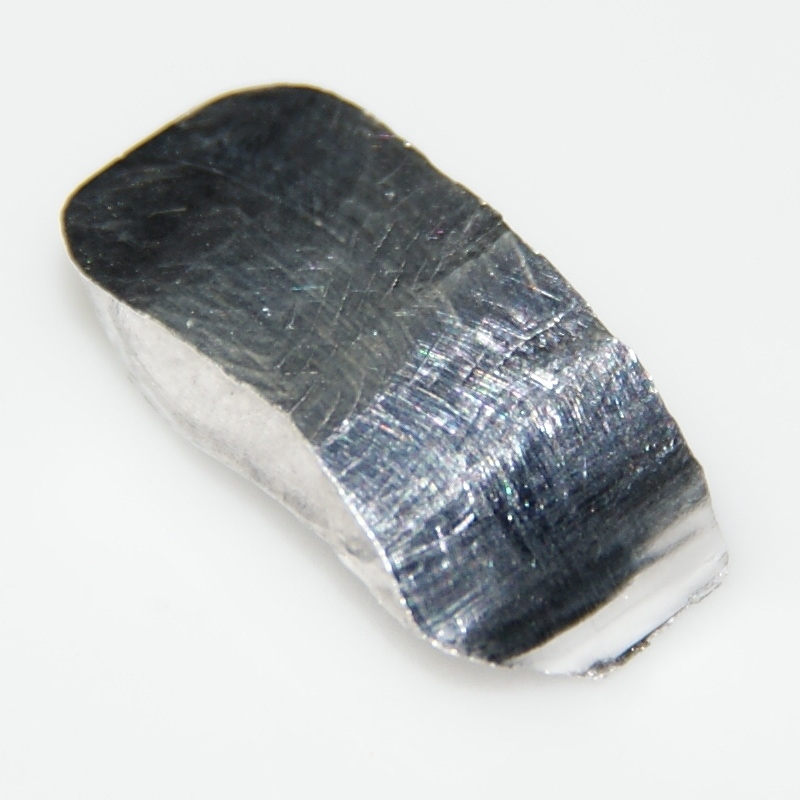
Indium
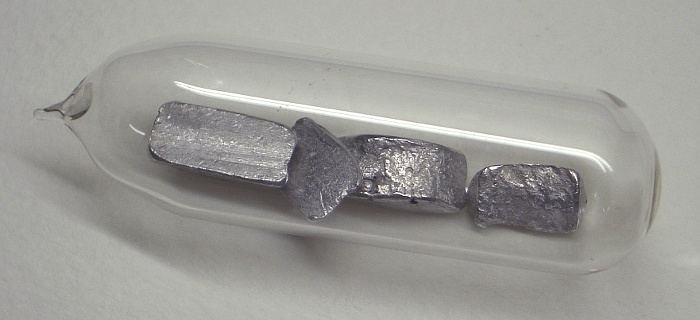
Thallium